# Primer Govern preconstitucional d'Espanya

Escut de l'estat espanyol, oficial fins 1977

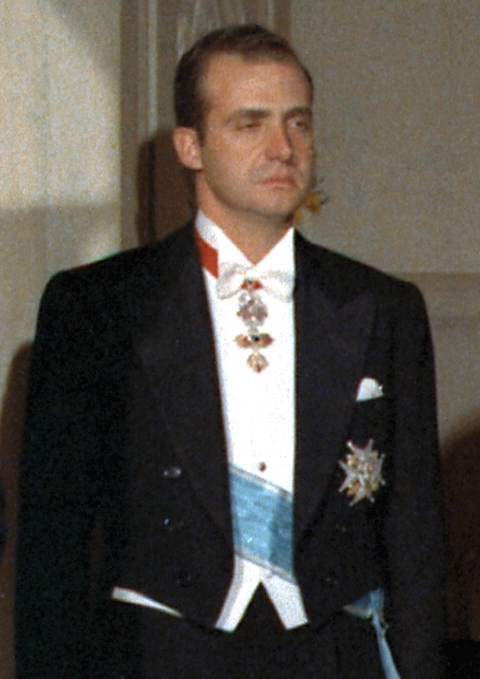
Joan Carles I, rei d'Espanya

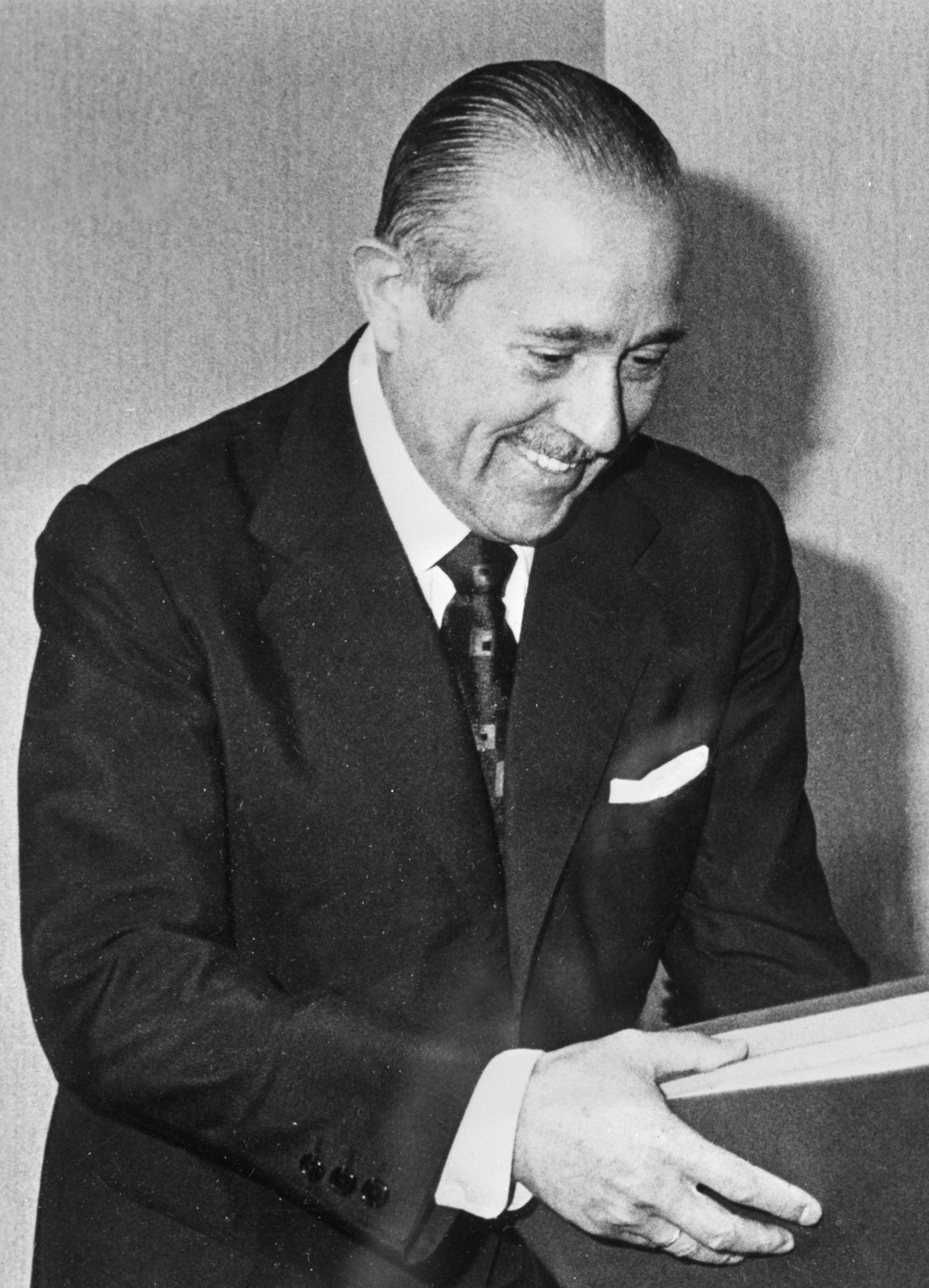
Carlos Arias Navarro, cap de Govern

El Primer govern preconstitucional d'Espanya va durar del 13 de desembre de 1975 a l'1 de juliol de 1976. Fou el primer govern de Joan Carles I d'Espanya com a nou rei i l'últim presidit per Carlos Arias Navarro, qui va dimitir l'1 de juliol de 1976.

## Fets destacats
El primer govern de la monarquia des de 1930 es destacà per estar format per alguns membres dels sectors més immobilistes del franquisme (l'anomenat búnker) juntament amb altres antics ministres franquistes rescatats per Arias Navarro (com Fraga o Areilza) o noves cares com Adolfo Suárez i Leopoldo Calvo-Sotelo.
Com els anteriors governs, es va veure sacsejat per una gran agitació social i política per una oposició que començava a organitzar-se. El ministeri de governació, liderat per Fraga (autor de la frase «la calle es mía») es va distingir per la seva política de reprimir durament les protestes polítiques i sindicals, com als fets de Vitòria (març de 1976) i als fets de Montejurra (maig de 1976), però quedà desprestigiat després de la massiva fuga de Segòvia (abril de 1976), agreujats pels atemptats d'ETA. la renuència a legalitzar partits i a convocar eleccions provocaren tensions internes, i augmentaren les demandes d'autonomia local, ja que al Consell de Forces Polítiques de Catalunya se li sumarien l'Assemblea Democràtica de Mallorca i el Consello de Forzas Políticas Galegas. Finalment, en un enfrontament personal amb Joan Carles, Arias Navarro va dimitir i forçà la creació d'un nou govern.

## Composició
- Cap d'Estat

Joan Carles I d'Espanya
- President del Govern

Carlos Arias Navarro
- Vicepresident Primer per a afers de Defensa i Ministre sense cartera

Tinent General Fernando de Santiago y Díaz de Mendívil
- Vicepresident Segon per a afers de l'interior i Ministre de la Governació

Manuel Fraga Iribarne
- Vicepresident Tercer per a afers econòmics i Ministre d'Hisenda

Juan Miguel Villar Mir
- Ministre de la Presidència

Alfonso Osorio García
- Ministre d'Afers exteriors

José María de Areilza y Martínez de Rodas
- Ministre de Justícia

Antonio Garrigues Díaz-Cañabate
- Ministre de l'Exèrcit

Tinent General Félix Álvarez-Arenas y Pacheco
- Ministre de l'Aire

Tinent General Carlos Franco Iribarnegaray
- Ministre de Marina

Almirall Gabriel Pita da Veiga y Sanz
- Ministre d'Industria

Carlos Pérez de Bricio Olariaga
- Ministre de Comerç

Leopoldo Calvo-Sotelo Bustelo
- Ministre d'Obres Públiques.

Antonio Valdés González-Roldán
- Ministre d'Agricultura

Virgilio Oñate Gil
- Ministre d'Habitatge

Francisco Lozano Vicente
- Ministre d'Educació i Ciència

Carlos Robles Piquer
- Ministre d'Informació i Turisme

Adolfo Martín-Gamero y González-Posada
- Ministre de Treball

José Solís Ruiz
- Ministre Secretari General del Moviment

Adolfo Suárez González
- Ministre de Relacions Sindicals

Rodolfo Martín Villa

## Canvis
Quan l'1 de juliol dimití el president del govern Carlos Arias Navarro el vicepresident primer es va fer càrrec de la presidència fins que fou nomenat el nou govern